# Ramiro Cristóbal
Ramiro Nicolás Cristóbal Calderón (Fray Bentos, Uruguay, 10 de abril de 1996) es un futbolista uruguayo que juega como centrocampista en Técnico Universitario de la Serie A de Ecuador.

## Trayectoria
Oriundo de Fray Bentos, arrancó jugando al fútbol a los 3 años en el Club Atlético Anglo de su ciudad natal, donde estuvo hasta la sub-15, para luego trasladarse y terminar su etapa formativa en Defensor Sporting. Tras no ver los minutos deseados, e inclusive pensar en volver a su ciudad natal, fue Juan Ahuntchaín quien le brindó apoyo para que siguiera en Montevideo.
Debutó profesionalmente el 4 de junio de 2017 en un partido ante Rampla Juniors.Marcó su primer gol en la última fecha del Torneo Intermedio ante Montevideo Wanderers.
Tras no lograr regularidad, fue cedido a Rentistas en enero de 2020.Con El Bicho, se coronó campeón del Torneo Apertura 2020, y participó en Copa Libertadores 2021. En diciembre de 2021 es anunciada una nueva cesión, esta vez a Atlético Tucumán de la Primera División Argentina por toda la temporada 2022.
Tras solo jugar 3 partidos en el fútbol argentino, se interrumpe su cesión. En julio de 2022, es anunciado como nuevo jugador de River Plate de la Primera División uruguaya.

## Clubes
| Club                        | País      | Año       |
| --------------------------- | --------- | --------- |
| Defensor Sporting           | Uruguay   | 2017-2022 |
| → Rentistas (cedido)        | Uruguay   | 2020-2021 |
| → Atlético Tucumán (cedido) | Argentina | 2022      |
| River Plate                 | Uruguay   | 2022-2024 |
| Mushuc Runa                 | Ecuador   | 2025      |
| Técnico Universitario       | Ecuador   | 2025-act. |

## Palmarés

### Campeonatos nacionales
| Título          | Equipo    | País    | Año  |
| --------------- | --------- | ------- | ---- |
| Torneo Apertura | Rentistas | Uruguay | 2020 |